# بابيت هاغ
بابيت هاغ (بالألمانية: Babette Haag)‏ هي فنانة إيقاعية ألمانية، ولدت في 31 أكتوبر 1967 في ميونخ في ألمانيا.

## وصلات خارجية
- الموقع الرسمي
- بابيت هاغ على موقع ميوزك برينز (الإنجليزية)
- بابيت هاغ على موقع ديسكوغز (الإنجليزية)